# 奧倫堡區

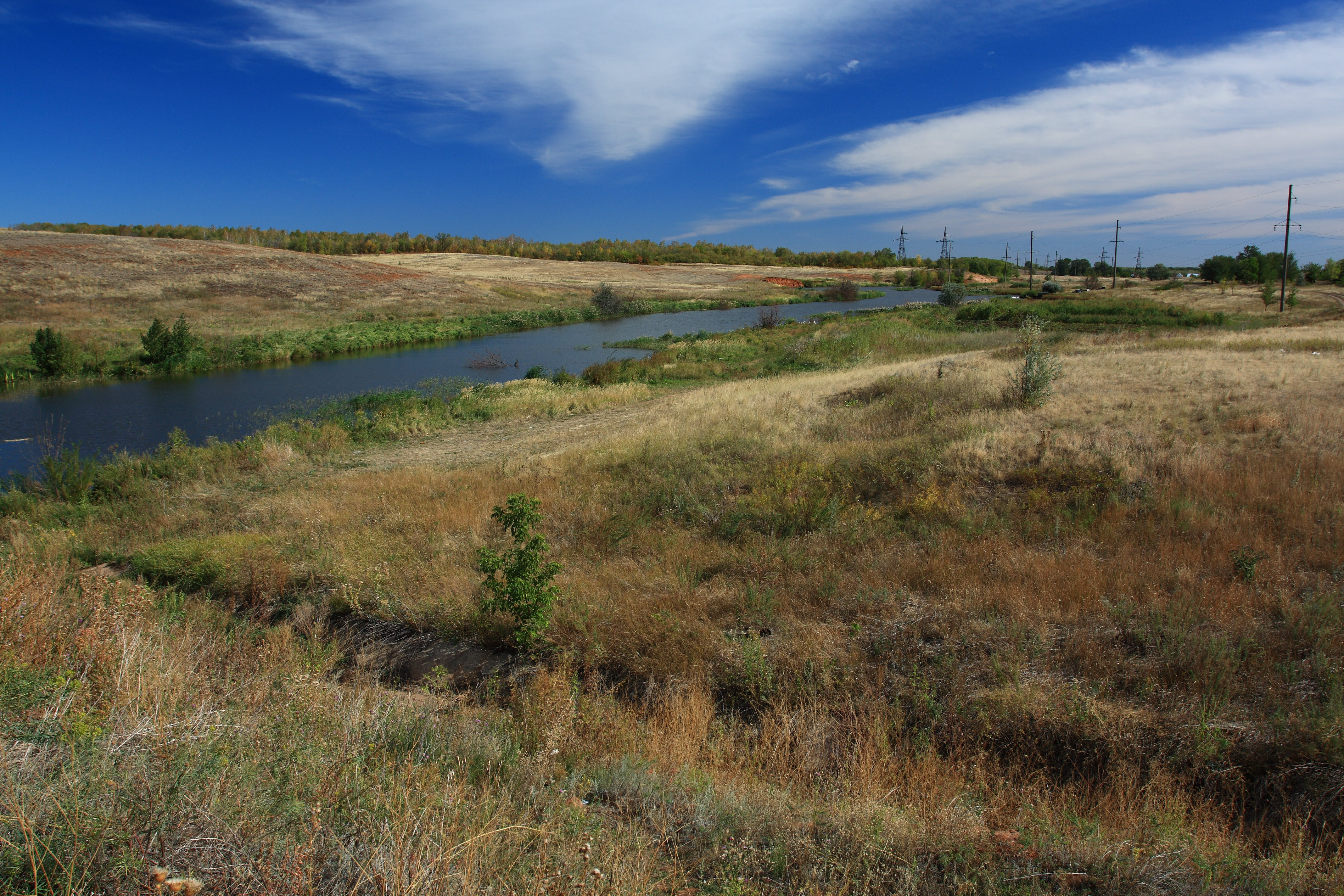

53°42′N 53°39′E / 53.700°N 53.650°E
奧倫堡區（俄语：Оренбургский район）是俄羅斯的一個區，位於該國西南部，由奧倫堡州負責管轄，面積5,500平方公里，2010年人口74,404，人口密度每平方公里13.53人。